# Leif Jacobsen (författare)
Leif Jacobsen, född 4 juli 1967 i Fjärestads församling, Malmöhus län är en svensk översättare och barn- och ungdomsförfattare. 
Efter att ha verkat som skönlitterär översättare sedan 2003 debuterade Jacobsen 2009 som författare med boken Razzia, utgiven på Hegas förlag i Helsingborg. Till dags dato har Jacobsen gett ut fjorton böcker på två olika förlag och översatt närmare hundratjugo böcker för barn, ungdomar och vuxna.

## Biografi
Leif Jacobsen är uppvuxen i byn Fjärestad nära Helsingborg, och det är också i omgivningarna kring Fjärestad och närliggande Vallåkra och Gantofta som handlingen i hans mopedserie (Razzia, Stulen, Det enda rätta och  Allt eller inget, samt den fristående fortsättningen Sista stöten) utspelar sig. I den lättlästa fantasyboken Förrädaren får vi följa pojken Denni från staden Tyrenäs i riket Edsmark. I serien om BMX Gripen (Hur grymt som helst, Så himla perfekt, Ibra kadabra, Värsta loppet och Inget stoppar oss), som även den utspelar sig i ett fiktivt Fjärestad, får vi följa ett gäng barn som älskar att cykla och som därför beslutar sig för att starta en egen BMX-klubb. Jacobsen har också gett ut de tre första delarna i serien Tidsväktarna, en historisk science fiction-serie för barn och ungdomar, tillsammans med Göteborgsjournalisten och författaren Mats Lerneby. Den första delen, Häxan och liljan, nominerades till Barnens romanpris 2018. Serien illustreras av Peter Bergting.
Åren 1996–2000 studerade Leif Jacobsen språk vid Lunds universitet, vilket resulterade i en magisterexamen i engelska. Strax därpå började han verka som översättare. Till dags dato har Jacobsen översatt närmare 120 böcker för barn, ungdomar och vuxna, bland andra Jussi Adler-Olsen, Bernard Cornwell, Tonny Gulløv, Conn Iggulden (Jacobsen har översatt böcker i samtliga av Igguldens historiska serier, bland annat alla delarna i Aten-serien), Lee Child, Peter May, Jens Henrik Jensen och Kim Faber & Janni Pedersen. Jacobsen översatte även Store Kongensgade 23, skriven av 2025 års vinnare av Svenska akademiens nordiska pris, Søren Ulrik Thomsen, en översättning som lyftes fram i Horace Engdahls lovtal till vinnaren.
Åren 2003–2005 anlitades Leif Jacobsen av Norstedts förlag som huvudansvarig faktagranskare för Erik Anderssons nyöversättning av J.R.R. Tolkiens The Lord of the Rings (Ringarnas herre i svensk översättning). En del av detta arbete dokumenterades av Erik Andersson i form av dagboksanteckningar i boken Översättarens anmärkningar. Jacobsen har skrivit ett antal uppsatser vid Lunds universitet i ämnet Tolkien: översättningsanalysen "Sagan om ringen = Lord of the Rings?", "The Undefinable Shadowland" samt "The Quest for the Empirical Hobbit". Jacobsen har också en framträdande roll i radiodokumentären  "Mannen som kidnappade Sagan om ringen", om Tolkienöversättaren Åke Ohlmarks.
Våren 2011 debuterade Leif Jacobsen i Författarlandslaget i fotboll, som ytterback och sedermera också som mittback, och spelade totalt 26 landskamper.

## Priser, stipendier och utmärkelser
- 2013 – Stora ljudboksprisets deckarpris för översättningen Flaskpost från P.

### Författarskap

#### Tidsväktarna
med Mats Lerneby
- Trollkarlen (Hoi Förlag,  2019)
- Den siste väktaren (Hoi Förlag, 2018)
- Häxan och liljan (Hoi Förlag, 2018)

#### BMX Gripen
- Inget stoppar oss (Hegas, 2017)
- Värsta loppet (Hegas, 2016)
- Ibra kadabra (Hegas, 2015)
- Så himla perfekt (Hegas, 2014)
- Hur grymt som helst (Hegas, 2014)

#### Denni från Tyrenäs
- Förrädaren, med Peter Bergting, (Hegas, 2012)

#### Mopedserien
- Allt eller inget (Hegas, 2012)
- Det enda rätta (Hegas, 2011)
- Stulen (Hegas, 2010, nyutg. 2016)
- Razzia (Hegas, 2009, nyutg. 2016)

Fristående fortsättning:
- Sista stöten (Hegas, 2016)

### Översättningar (i urval)
- Søren Ulrik Thomsen: Store Kongensgade 23, Lind & Co.
- Kim Faber & Janni Pedersen: Lögner (2024) (Martin Juncker-serien), Bokförlaget Polaris
- Peter May: Enzo Macleod-serien: Ett kallt fall (2019), Döden i Gaillac (2020), En kamp mot klockan (2020), Dödsboet (2021) (Modernista)
- Jens Henrik Jensen: Oxen-serien: De hängda hundarna (2017), Mörkermännen (2017), Den frusna elden (2018), Lupus (2018), Gladiator (2021), "Pilgrim" (2023); Nina-serien: Yxskeppet (2019), Kolmannen (2020), Spökfången (2020) (Bokförlaget Polaris).
- Lee Child: Jack Reacher – Tvinga mig (2016) (Massolit Förlag).
- Jussi Adler-Olsen: Avdelning Q – Kvinnan i rummet (2011), Fasanjägarna (2011), Flaskpost från P (2011) (vinnare av Glasnyckeln 2010), Journal 64 (2012), (Bra Böcker); Marcoeffekten (2013), Den gränslöse (2015), Selfies (2017), (Albert Bonniers förlag);  Döda själar sjunger inte (2025), (Bokförlaget Polaris); övriga – Washingtondekretet (2016), (Albert Bonniers förlag).
- Conn Iggulden: Dynastins arvinge (2012), Gudarnas blod (2014), Stormfågel (2014), Solvarg (2015) (Albert Bonniers förlag). Falken från Sparta (2019), Atens portar (2021), "Atens beskyddare" (2022), "Atens lejon" (2023), "Imperiet" (2024) (Bokförlaget Polaris)
- Bernard Cornwell: Vikingaserien: Det sista kungadömet (2006), Den vite ryttaren (2007), Nordens herrar (2010), Svärdsång (2010), Det brinnande riket (2011), Sju kungars död (2013), Den hedniske krigaren (2014), Den tomma tronen (2016), Stormens krigare (2017), Fackelbäraren (2018), Vargens krig (2019); övriga – Azincourt (2012), Fortet (2013), 1356 (2015), alla på Bazar.
- Justin Somper: Vampyrater-serien: Havets demoner (2007), Skräckens tidevarv (2008), Blodkaptenen (2009) och Svarta hjärtat (2010) – alla på B. Wahlströms.
- Thomas Rydahl: Eremiten (2016) (Bokfabriken). Vinnare av Glasnyckeln 2015.
- Morten Skjoldager: Sju år som spionchef (2017) (Lind & Co).
- René Dahl Andersen & Casper Fauerholdt: Härdad – Narkotikapolis med gatan i blodet (2023), (Lind & Co).
- Dugald A. Steer: Drakologi – Richters stora bok om drakar (Richters, 2004).
- Julie Bertagna: Exodus (Richters, 2004).